# Gymnelus taeniatus
Gymnelus taeniatus es una especie de pez de la familia de los Zoarcidae en el orden de los perciformes.

## Morfología
Número de vértebras: 94. 

## Hábitat
Es un pez de mar y demersal que vive entre los 25-40 m de profundidad.

## Distribución geográfica
Se encuentra en el Atlántico nororiental: Isla Franz Joseph.

## Observaciones
Es inofensivo para los humanos. 